# Каплітини
Каплітини (пол. Kaplityny, нім. Kaplitainen) — село в Польщі, у гміні Барчево Ольштинського повіту Вармінсько-Мазурського воєводства.
Населення — 202 особи (2011).

## Демографія
Демографічна структура станом на 31 березня 2011 року:
|          | Загалом | Допрацездатний вік | Працездатний вік | Постпрацездатний вік |
| -------- | ------- | ------------------ | ---------------- | -------------------- |
| Чоловіки | 109     | 23                 | 83               | 3                    |
| Жінки    | 93      | 17                 | 66               | 10                   |
| Разом    | 202     | 40                 | 149              | 13                   |